# King, Carolina de Nord
King este un oraș cu 5,952 locuitori (conform Census 2000), situat în comitatele Forsyth și Stokes, statul  Carolina de Nord,  Statele Unite ale Americii.